# Kostenstelle
Als Kostenstelle wird in der Betriebswirtschaftslehre und speziell in der Kosten- und Leistungsrechnung ein Kostenbereich oder eine Organisationseinheit in Unternehmen bezeichnet, die durch ihre Beteiligung am Produktionsprozess Kosten verursachen.

## Allgemeines
Die Kosten- und Leistungsrechnung ist eine Abgrenzungsrechnung, die aus den drei Stufen Kostenartenrechnung, Kostenstellenrechnung und Kostenträgerrechnung besteht. Für die Kostenartenrechnung sind die Gesamtkosten in einem Unternehmen in Kostenarten zu unterteilen, die Kostenstellenrechnung benötigt eine an der Aufbauorganisation orientierte Untergliederung einzelner Kostenstellen als Verantwortungsbereiche für die dort anfallenden Kostenarten. Die Kostenträgerrechnung schließlich befasst sich mit der Zuordnung der Kostenarten zu den Kostenträgern (Produkte und Dienstleistungen), durch deren Produktion die Kostenarten verursacht wurden.
Kostenstellen sind die zum Zwecke der Kostenrechnung gebildeten Orte der Kostenentstehung. Es handelt sich um Teilbereiche eines Unternehmens, in denen Kosten ermittelt werden. Die kleinste Kostenstelle kann theoretisch ein einzelner Arbeitsplatz sein, meist sind jedoch in der Praxis betriebliche Funktionen oder Abteilungen als Kostenstelle vorgesehen.

## Gegenseitige Abgrenzungen der Kostenstellen
Die gegenseitigen Abgrenzungen von Kostenstellen können nach folgenden Merkmalen (isoliert oder kombiniert) vorgenommen werden:
- nach Funktionen oder operativen Bereichen,
- nach Kostenträgern,
- nach Rechnungslegungszwecken,
- organisatorisch oder
- abrechnungstechnisch.

Die funktionale/operative Abgrenzung ist das in der Praxis am häufigsten angewandte Kriterium bei der Bildung von Kostenstellen. Sie kann sich an der Aufbauorganisation wie folgt orientieren:
```
                                   Gesamtunternehmen
                   ┌───────────────────────┴──────────────────────┐
         
Beschaffung
 
Produktion
 
Vertrieb
 
Verwaltung
 
Forschung und Entwicklung
```

In der Kostenstelle „Beschaffung“ fallen Anschaffungskosten für Fertigungsmaterial an, in der Produktion Herstellungskosten, im Vertrieb Vertriebskosten, in der Verwaltung Verwaltungskosten, in Forschung und Entwicklung Forschungs- und Entwicklungskosten. Beispiele für funktionale Kostenstellen sind Materialkostenstellen, Fertigungskostenstellen, Forschungs- und Entwicklungskostenstellen, Verwaltungskostenstellen, Vertriebskostenstellen.

## Arten
Es gibt Hauptkostenstellen, Nebenkostenstellen und Hilfskostenstellen:
- Hauptkostenstellen (auch Endkostenstellen) sind die Kostenbereiche, in denen die Produkte oder Dienstleistungen den größten Teil der Herstellungskosten verursachen.[7] Hierzu gehören unter anderem die Beschaffung, Produktion, Verwaltung und der Vertrieb.[8] Dabei kann die Produktion in Teilbereiche aufgeteilt werden (etwa Fräserei, Gießerei, Lackiererei).
- Nebenkostenstellen sind die Kostenbereiche mit selbständiger Auftragsabwicklung wie etwa für die Verarbeitung von Abfall- oder Nebenprodukten.[9]
- Hilfskostenstellen sind die Kostenbereiche, die an der Produktion nicht unmittelbar beteiligt sind.[10] Hierzu gehören unter anderem die Werkstatt für Reparatur und Wartung oder die Kantine.

Diese Arten werden in der Kostenstellenrechnung zusammengefasst. Da Kosten nur von diesen drei Arten verursacht werden können, erfasst der Betriebsabrechnungsbogen die Gesamtkosten.

## Kostenstellenrechnung
Die Kostenstellenrechnung verteilt die angefallenen Kostenarten aus der Kostenartenrechnung nach dem Kostenzurechnungsprinzip auf die Bezugsobjekte der Haupt-, Neben- und Hilfskostenstellen. In einer ersten Stufe erfolgt die Verteilung der Gemeinkosten (Primärkosten) auf alle Kostenstellen. Ein zweiter Rechenschritt befasst sich mit der Verteilung der in den Neben- und Hilfskostenstellen angefallenen Sekundärkosten auf die Hauptkostenstellen im Wege der innerbetrieblichen Leistungsverrechnung. Die Ergebnisse der Kostenstellenrechnung werden von der Kostenträgerrechnung übernommen. Die tabellarische Form der Kostenstellenrechnung ist der Betriebsabrechnungsbogen.
Einzelkosten sind einem Kostenträger direkt zurechenbar und umlaufen deshalb die Kostenstellenrechnung. Gemeinkosten werden mittels eines Betriebsabrechnungsbogens den zugehörigen Kostenstellen zugeordnet und von dort mit sekundärer Kostenverrechnung auf die Kostenstellen und Kostenträger weitergerechnet, die in der Wertschöpfungskette nachgelagert sind.
- Die Aufteilung der primären Gemeinkosten erfolgt direkt oder indirekt (Verteilung mit Hilfe von Umlageschlüsseln) auf die jeweiligen Empfängerkostenstellen.
- Wenn eine Kostenstelle die Leistung einer anderen Kostenstelle verbraucht (= sekundäre Gemeinkosten), wird diese von der Senderkostenstelle als innerbetriebliche Leistung auf die Empfängerkostenstellen verrechnet.

Sind Kostenarten nicht direkt zurechenbar, müssen Verteilungsschlüssel eingesetzt werden, die für eine verursachungsgerechte Verteilung der Kosten sorgen.

## Kostenstellenkosten
Kostenstelleneinzelkosten
Kostenstelleneinzelkosten sind diejenigen Kosten, die auf einer Kostenstelle direkt anfallen, d. h., sie sind einer Kostenstelle einzeln zuordenbar (bspw. Ersatzteile für eine Maschine). Als Nachweis besteht ein Buchungsbeleg, z. B. in Form eines Materialentnahmescheins (intern) oder im Rechnungswesen in Form einer Rechnung (extern). Sie sind abzugrenzen von Kostenstellengemeinkosten.
Kostenstellengemeinkosten
Im Gegensatz zu den Kostenstelleneinzelkosten können die Kostenstellengemeinkosten nicht einer einzelnen Kostenstelle direkt zugeordnet werden. Sie entstehen durch Umlage von anderen vorgelagerten (Hilfs- oder Allgemein-)Kostenstellen.

## Kostenstellenplan
Der Kostenstellenplan ist eine systematisch geordnete Zusammenstellung aller Kostenstellen eines Unternehmens. Im Allgemeinen umfasst der Kostenstellenplan:
- Allgemeine Kostenstellen (Facilitymanagement, Energiezentrale usw.),
- Fertigungshilfsstellen (Reparaturwerkstatt, Arbeitsvorbereitung usw.),
- Fertigungshauptstellen (Dreherei, Montage usw.),
- Materialstellen (Materialprüfung, Materiallager usw.),
- Verwaltung (Buchhaltung, Poststelle usw.),
- Vertrieb (Marketing, Werbung usw.).

Im Kostenstellenplan sind die Kostenstellen nach verschiedenen Kriterien differenziert und mit einer entsprechenden Schlüsselnummernsystematik ausgewiesen.
Beispiel
| 0: Allgemeiner Bereich - 000: Kostenstelle Grundstücke und Gebäude - 001: Kostenstelle Wasser - 002: Kostenstelle Dampferzeugung - 003: Kostenstelle Stromerzeugung - 004: Sozialeinrichtungen (Kantine) - 005: Werkschutz | 1: Materialbereich - 100: Einkaufsabteilung - 101: Materialannahme und Materialprüfung - 102: Materiallager |

## Abgrenzung
Ein Costcenter ist eine eigenständige Unternehmenseinheit (englisch business unit) mit einem Budget, die eine oder mehrere Kostenstellen umfassen kann. Im Rahmen dieses Center-Konzepts ist das Costcenter kein Synonym für die Kostenstelle. Das Profitcenter hat Zugang zum Markt und generiert deshalb auch Umsatzerlöse. Aus diesem Grund kann eine Kostenstelle auch gleichzeitig Profitcenter sein wie beispielsweise der Vertrieb. Ihm kann ein Gewinnziel vorgegeben werden, reinen Kostenstellen (wie etwa die Verwaltung) wird hauptsächlich das Ziel der Kostensenkung auferlegt.